# Architekt (Rapper)

Architekt

Architekt (* 26. Dezember 1980 in Bielefeld; bürgerlich Jan Kleine) ist ein deutscher Rapper. Er tritt auch als „MC Zuhälter“ in Erscheinung.
Inzwischen lebt Architekt in Berlin und hat sein eigenes Plattenlabel „Architekt-Musik“.

## Werk
Sein Debüt-Album veröffentlichte Architekt 2005 zusammen mit Tackmann und DJ Johnson unter dem Titel Richtfest (Hiddentape/Royal Bunker/Groove Attack) mit einem Video-Release zum Song Movement.
Am 27. Mai 2006 erreichte Architekt den 2. Platz bei den Deutschen Hochschulmeisterschaften im Halbschwergewicht B im Boxen. 2008 veröffentlichte er zusammen mit Rasputin die EP Gemetzeltes (Architekt-Musik/Finetunes). Im selben Jahr folgten sein zweites Album DJ Johnson präsentiert Architekts Klatsche (667 Dist./Rough Trade Arvato), das Video zu Miss Ungewiss und das Videosnippet Kopfschuss – Hartes Brett ft. MB 1000.
2009 folgte das Video-Release zu Wie ich bin, mit dem er bei YAVIDO als Newcomer vorgestellt wurde. 2010 veröffentlichte er als MC Zuhälter das Video MC Zuhälter 2. Zeitgleich gab Architekt die beiden Videos Tyrannosaurus Rap und Asozial heraus. 
Im Mai 2011 ging Architekt auf Architektour und veröffentlichte parallel die Architektour-EP (Architekt-Musik/Finetunes), wozu 16bars.de die Videoauskopplung Bethelrap ft. Dray Durch produzierte. Gegen Ende des Jahres folgen weitere Clips (Steig ein und R.Y.C.T.) und die Rap Your City Tour mit Laas Unltd.
2012 übernahm Essah Entertainment, die Booking-Agentur des Rappers Kool Savas, sein Booking. In den Jahren 2012 und 2013 ging Architekt mit Kool Savas auf Warum rappst Du?-Tour. Anschließend erschien die Total Error-EP (Architekt-Musik/Finetunes) mit mehreren Videoauskopplungen. Im April 2015 veröffentlichte er sein 3. Studioalbum Architekt - Hits 2015.
Im Festivalsommer 2016 spielte er auf dem Out4Fame-Festival. Im Oktober 2016 meldete er sich mit der Videosingle Architekt – Dr. Wahnsinn (Architekt-Musik/Finetunes) zurück.

## Kritik
Die Kritik zum Album Richtfest (2005) auf dem Musikportal Laut.de bescheinigt zwar Talent, kritisiert aber „viele belanglose, dumme Punchlines“. Insgesamt hält Laut.de die Platte für zu kurz geraten und findet, sie sei ihr Geld nicht wert.

## Trivia
Architekt ist Vater einer Tochter, der er den Song „Insel“ widmete.

## Diskografie

### Soloalben
- 2005: Richtfest (Architekt-Musik)
- 2008: Klatsche (Architekt-Musik)
- 2015: HITS 2015 (Architekt-Musik)

### EPs
- 2008: Gemetzeltes (Architekt-Musik)
- 2011: Architektour EP (Architekt-Musik)
- 2013: Total Error (Architekt-Musik)

### Singles
- 2008: Miss Ungewiss (Architekt-Musik)
- 2010: MC Zuhälter 2 (Als MC Zuhälter)
- 2013: R.Y.C.T (Architekt-Musik)
- 2014: Maschinengewehr (Architekt-Musik)
- 2016: Jérôme Le Banner feat. Dray Durch, Di?ko (Architekt-Musik)
- 2016: Dr. Wahnsinn (Architekt-Musik)
- 2019: DANO (Architekt-Musik)
- 2020: 1 A Spitzenklasse (Architekt-Musik)
- 2020: Ohne Dich (Architekt-Musik)
- 2021: MSR (Architekt-Musik)
- 2022: Pirouetten (Architekt-Musik)